# Bürste

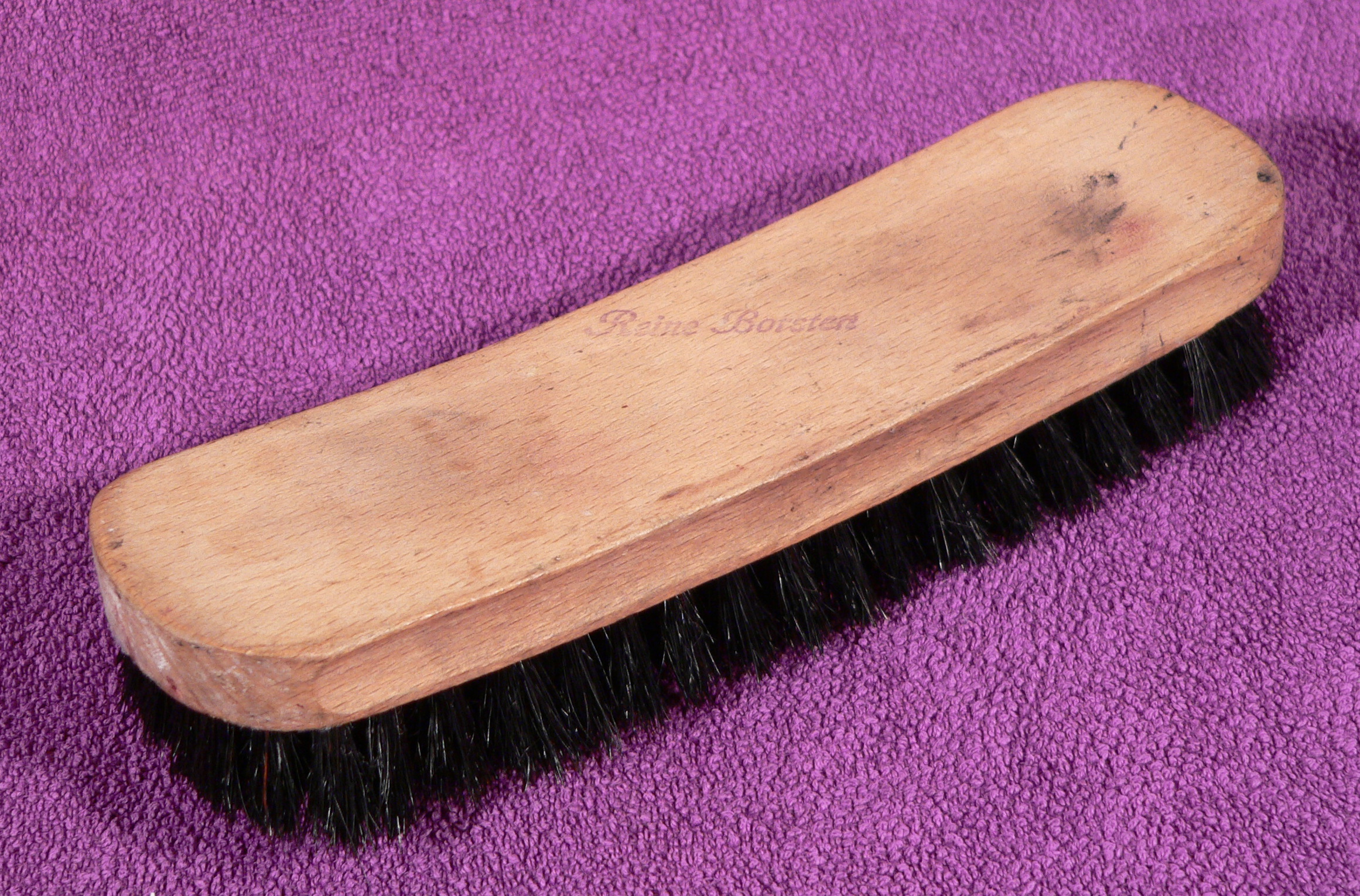
Einfache Schuhbürste

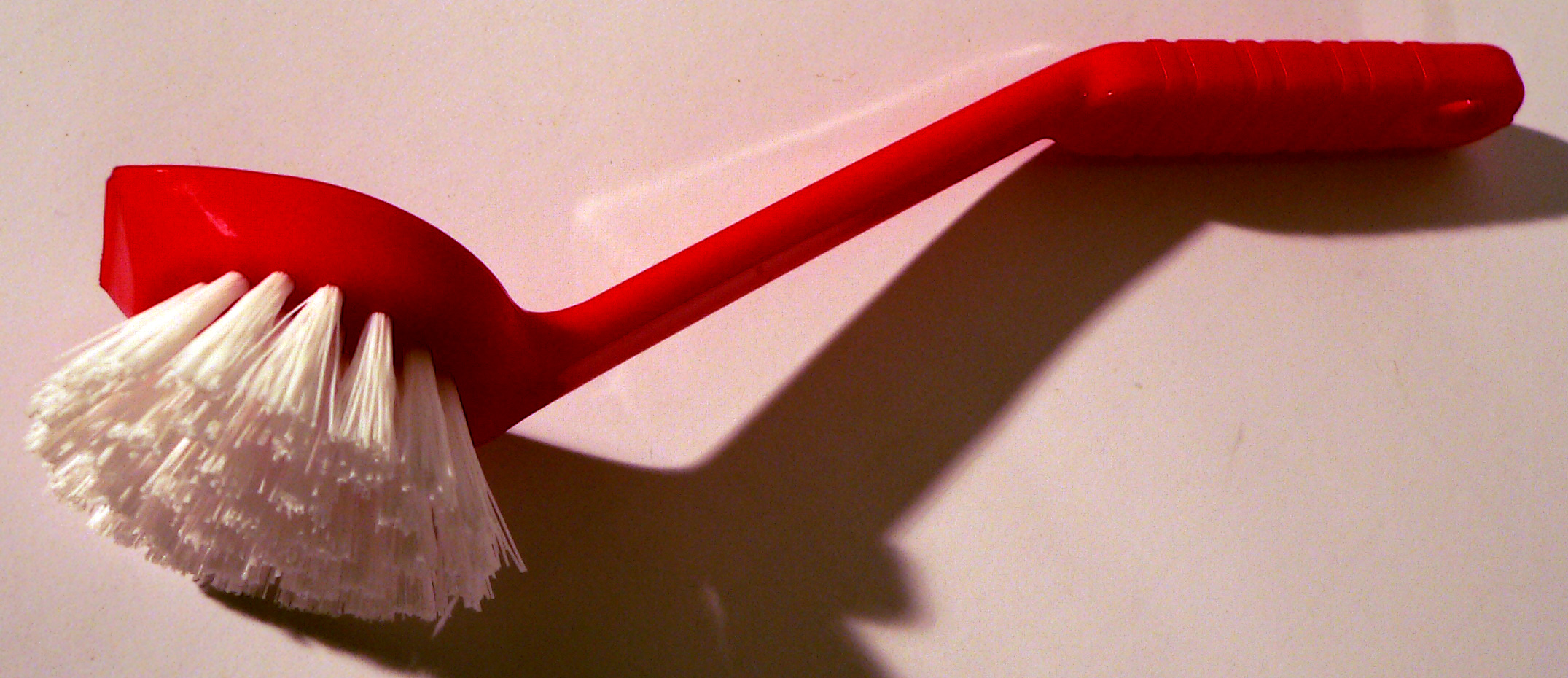
Spülbürste, gestanzt mit Kunststoffborsten

Eine Bürste besteht aus einem Grundkörper aus Holz, Metall oder Kunststoff, dessen Oberseite den Bürstenrücken bildet, einem Bürstenbesatz aus Naturfasern, Kunstfasern oder Draht und einem Griff beziehungsweise einer Einspannvorrichtung. Während Pinsel ihren Besatz parallel zum Stiel haben, ist bei Bürsten der Besatz rechtwinklig zum Körper angeordnet.

## Bauformen und Herstellung

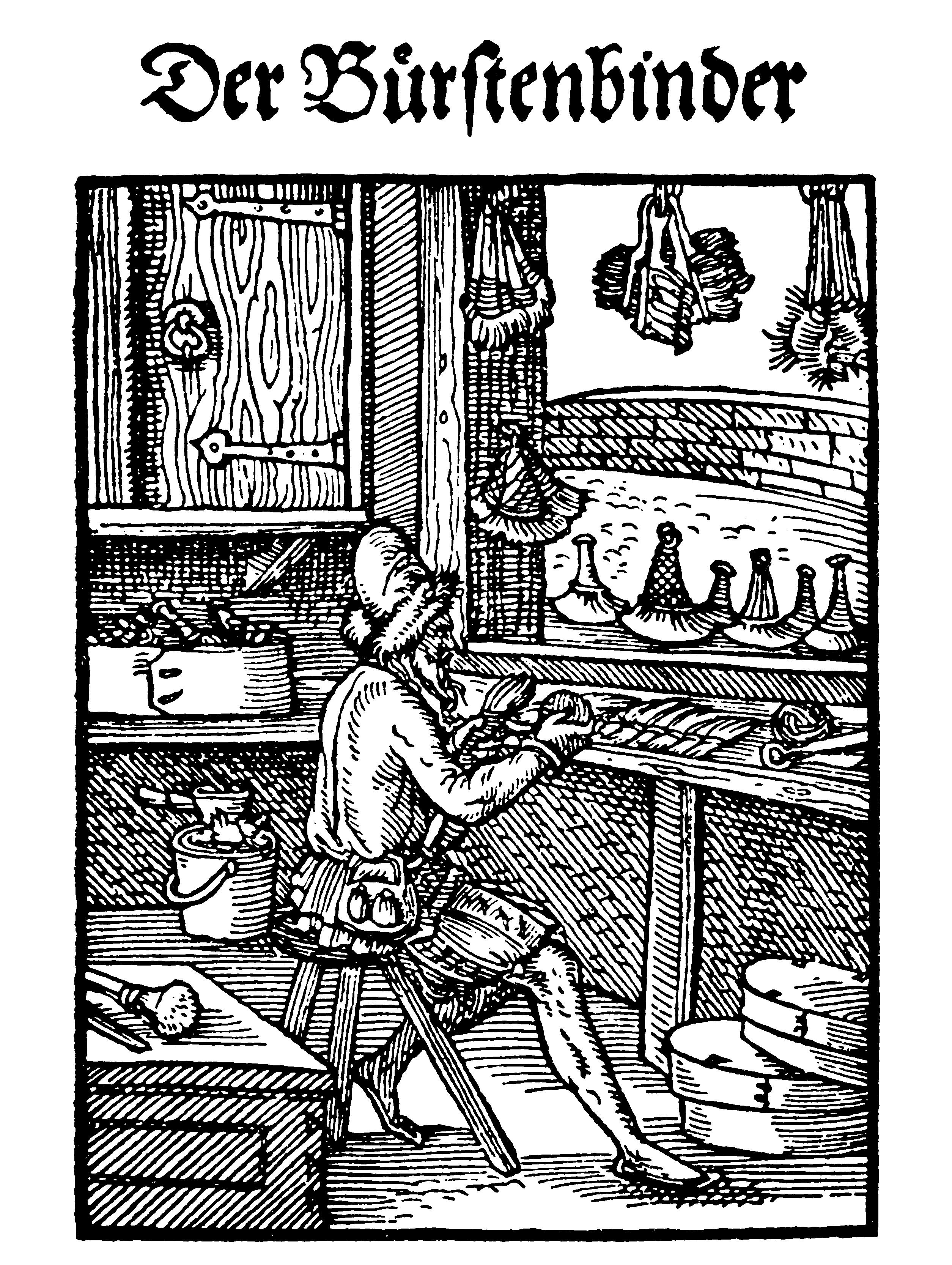
Holzstich von 1568

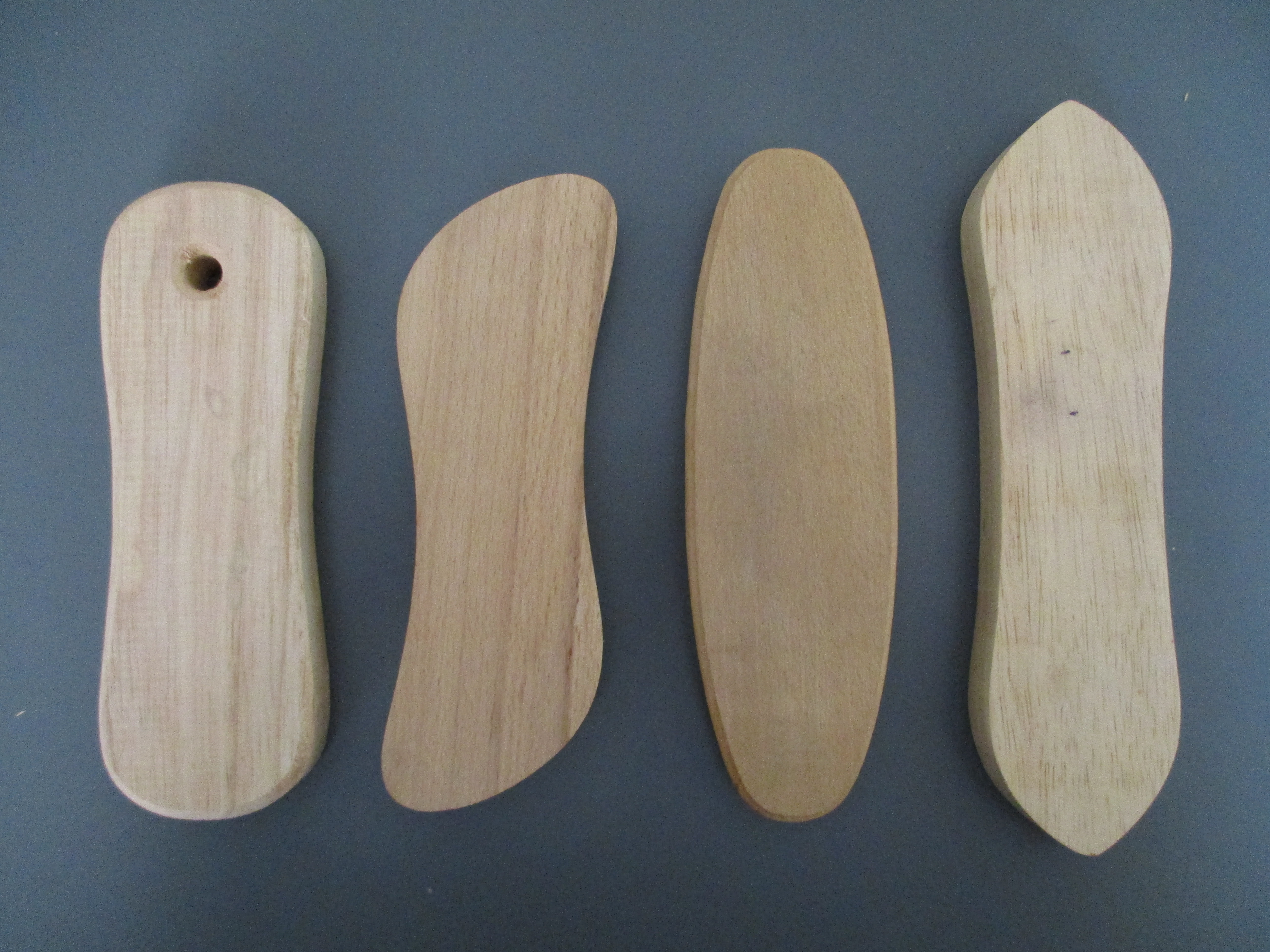
Bürstenkörper für Handbürsten vor der Bohrung

Heute werden die meisten Bürsten industriell gefertigt. Früher gab es eine eigene Zunft der Bürstenbinder. Die deutsche Handwerksordnung Anlage B führt den Bürstenmacher/Bürstenbinder noch heute als Handwerksberuf. Für Industrie und Handwerk gibt es seit 1984 den Ausbildungsberuf Bürsten- und Pinselmacher.
Zur Herstellung von Bürsten und Besen werden verschiedene Grundkonstruktionen eingesetzt. Konstruktionselemente sind immer ein Grundkörper, der Bürstenbesatz und deren Verbindung. Bürsten werden weiter klassifiziert nach der Bauform. Als Besatzmaterial gibt es viele Materialien: Schweineborsten, Rosshaar von Schweif und Mähne, Ziegenhaar, Menschenhaar, Mexikofibre, Bassine, Kokosfasern, Piassava, Arenga, Reiswurzeln, Schleifborsten und Kunststofffasern je nach Zweck aus Polypropylen, Polyester und verschiedenen Qualitäten von Polyamid, während PVC immer mehr zurückgedrängt wird, außerdem glatter und gewellter Draht aus Stahl, Edelstahl, Messing, Phosphorbronze und Neusilber, für sehr spezielle Anwendungen auch Silber- oder Platindraht.

### Gebundene Bürste
Bei gebundenen Bürsten wird der Besatz ohne Körper mit Draht oder Schnüren zusammengebunden. Sie können zusätzlich einen Stiel haben. Diese archaische Bauform von Bürsten gibt es heute nicht mehr, jedoch werden einige Besenformen wie Reisigbesen oder Sorghumbesen immer noch nach dieser Methode von Hand gefertigt. Für die industrielle Fertigung spielt diese Bauform keine Rolle. Der Beruf des Bürstenbinders hat seinen Namen von der Fertigung der gebundenen Bürsten.

### Gepichte Bürste
Bei dieser veralteten Herstellungsmethode wurden die einzelnen Bündel von Borsten oder Tierhaaren in heißes Pech getaucht und in den vorgebohrten Körper gesetzt. So produzierte Bürsten waren ungeeignet zum Einsatz im Nassbereich, da sich bei Kontakt mit heißem Wasser das Pech vom Bürstenkörper löste. Einige Pinselformen werden immer noch nach dieser Methode gefertigt, jedoch werden statt Pech häufig vulkanisierbare Klebstoffe oder Zwei-Komponenten-Klebstoffe eingesetzt, die von Wasser und Lösungsmitteln nicht angegriffen werden.

### Stirn- oder Handeinzug
Diese Bauweise ist schon sehr alt und wird heute fast nur noch für besonders hochwertige Produkte, Luxusausführungen oder für Einzelstücke angewendet. Für den Besatz wird der Körper konisch durchbohrt. Die Büschel bestehen aus einer kürzeren und einer längeren Seite (Bart), werden von Hand eingezogen und rückseitig von einem Draht, häufig einem Kupfer- oder Messingdraht gehalten. Dieser verbindet die einzelnen Löcher miteinander, so dass ein richtiges Geflecht entsteht. Sind alle Büschel eingezogen, wird der Draht abgeschnitten und die Drahtenden verdrillt. Abschließend kann für die bessere Optik und eine glattere und handfreundlichere Oberfläche ein Deckel aufgesetzt, verschraubt oder verklebt werden. Handeingezogene Bürsten lassen sich an diesem Deckel von gestanzten Bürsten unterscheiden. Solche Bürsten werden unter anderem in Blindenwerkstätten und Behinderteneinrichtungen hergestellt.

### Gestanzte oder gestopfte Bürste
Bei dieser Bauform werden mit CNC-Maschinen Sacklöcher in den Grundkörper gebohrt und der Besatz maschinell büschelweise eingeführt und verankert. Verankerungsmöglichkeiten sind Drahtklammern aus steifem Draht oder spezielle Anker aus Blech. Streng genommen ist die Bezeichnung gestanzt nicht zutreffend, sie hat sich jedoch eingebürgert. Die gestanzte Bürste ist eine sehr flexible Bauart mit dem Nachteil, dass die Besatzdichte durch einen Mindestlochabstand begrenzt wird. Der Körper ist häufig aus Buchenholz oder Kunststoff und kann vielfältige Formen haben, entsprechend sind die Bauformen und Anwendungen extrem vielfältig, da fast beliebige Kombinationen aus Werkstoffen für Körper, Besatz und Geometrie möglich sind. Nach diesem Verfahren wird die Masse der Hand- bzw. Nagelbürsten, Handstielbürsten, Zahnbürsten, Besen und Schrubber gefertigt. Die meisten dieser Bürsten sind für manuellen Einsatz und universellen Gebrauch. Bei einem zylindrischen Körper ergeben sich Rund- oder Walzenbürsten. Leistenbürsten haben Holz- oder Kunststoffleisten als Körper, die mit einer oder mehreren Reihen von Bündeln besetzt werden. Tellerbürsten ergeben sich aus flachen runden Scheiben als Köper. Rund-, Walzen-, Leisten- und Tellerbürsten werden als technische Bürsten eingesetzt.

### Gedrehte Bürste

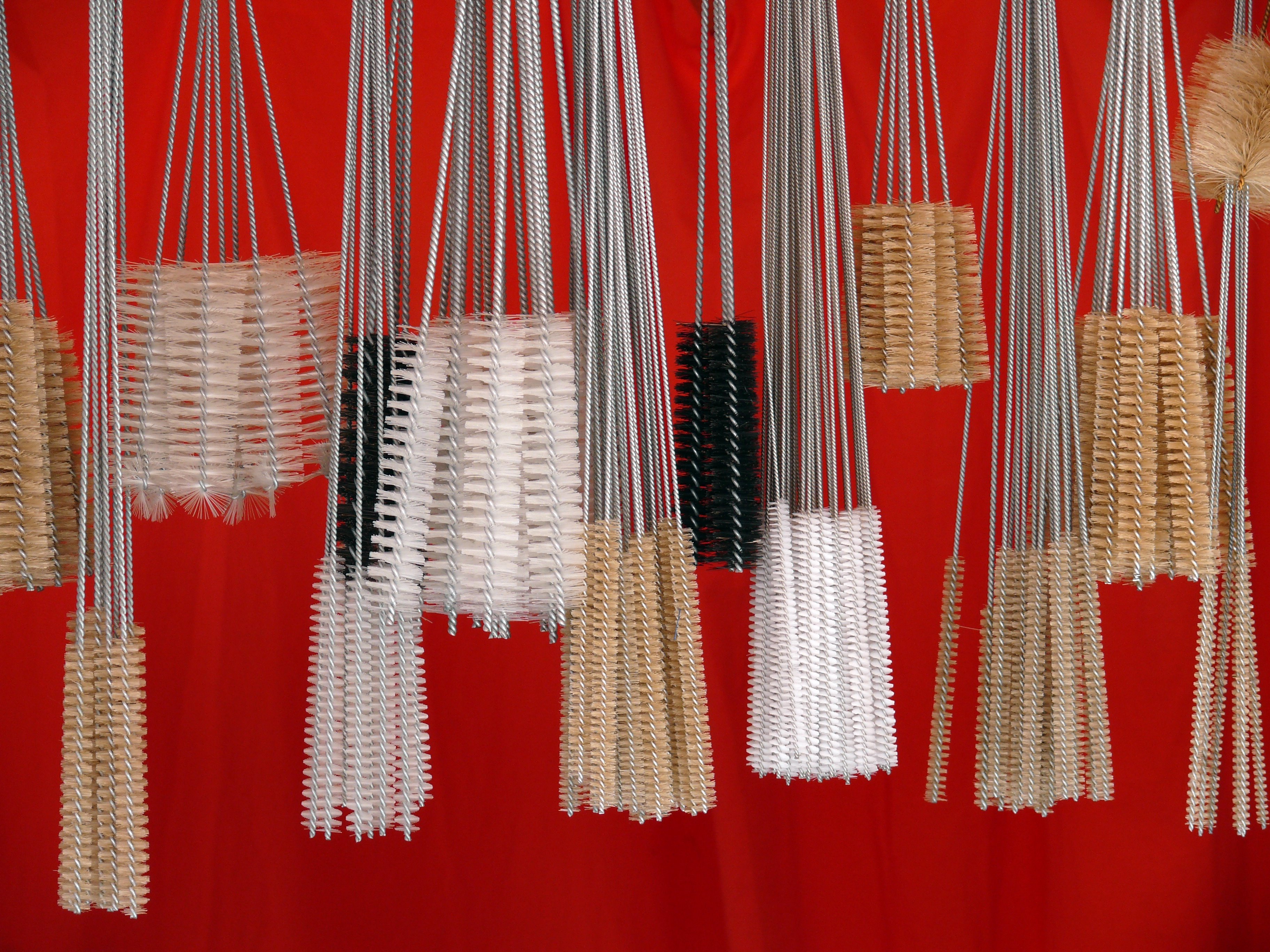
Gedrehte Bürsten

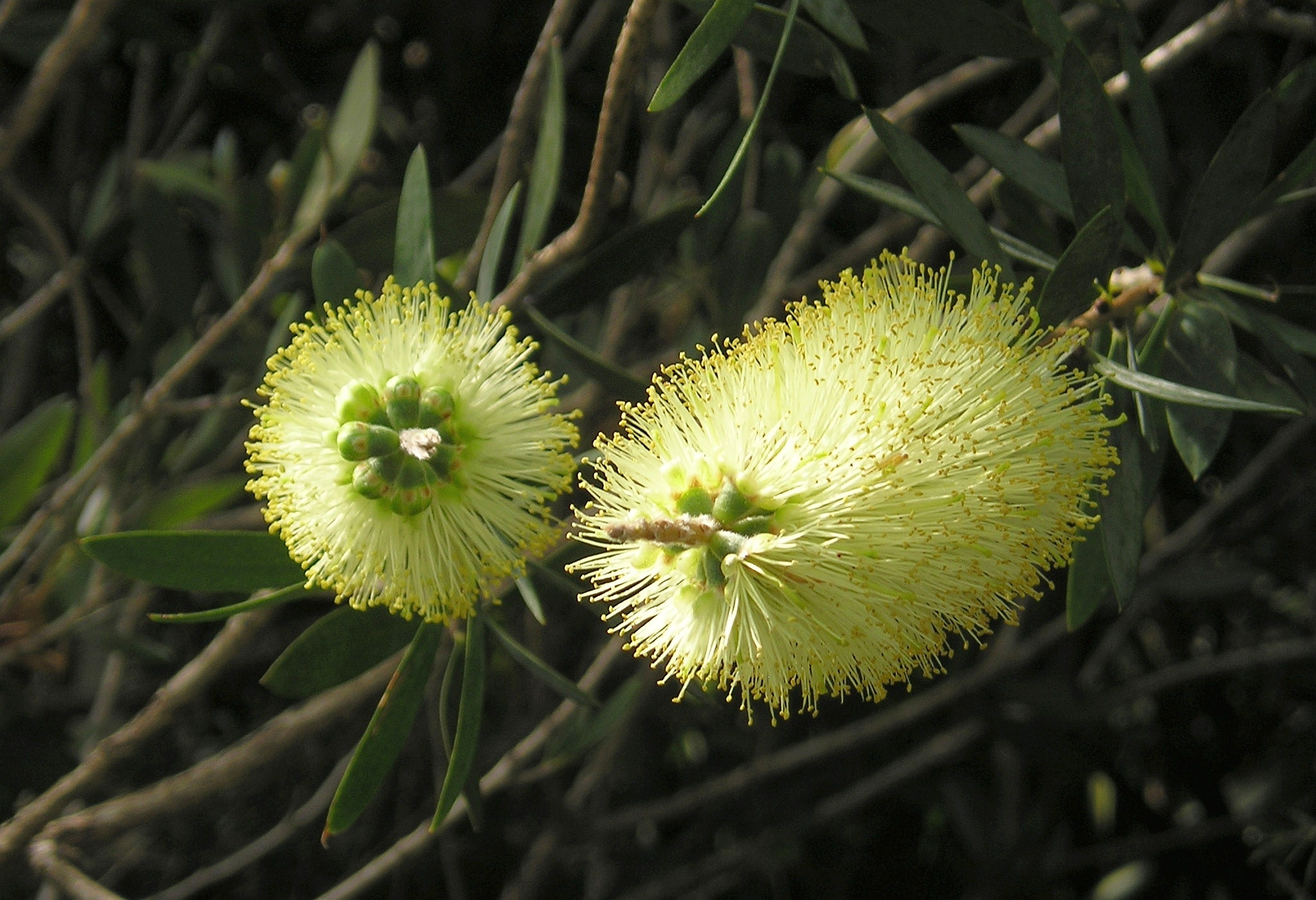
Von der Bürste abgeleiteter Name: Die Zitronen-Flaschenbürste

Bei dieser schon lange bekannten Bauform wird das Besatzmaterial zwischen zwei starken Drähten als Körper eingeschoben und diese anschließend verdrillt, sie halten so den Besatz fest. Als Drilldraht kommt verzinkter Stahl, mit Kunststoff beschichteter Draht, Edelstahl oder Messing in Frage. Da der Draht verformbar ist, kann die gedrehte Bürste entsprechend an den Einsatzzweck angepasst werden. Oft dient das freie Ende des Drahts als Griff, es können jedoch auch zusätzliche Griffstücke angebracht werden. Bei manchen Bauformen wird die Bürste in Dreiecksform oder Schlaufenform gebogen und beide Enden im Griff zusammengeführt. Der Besatz ist häufig zylindrisch, kann aber auch konisch sein wie bei einer Tüllenbürste bzw. Schnaubenbürste oder in sonstige spezielle Formen geschnitten werden. Die Bauform ermöglicht die Einführung der Bürste in sehr enge Öffnungen. Typische Anwendungen sind Flaschenbürsten, Pfeifenreiniger, Schlauchbürsten, Innenbürsten, Reagenzglasbürsten, Rohrbürsten, Zylinderputzer, Bürsten für Kaminfeger, Bürsten zum Reinigen der Läufe von Handfeuerwaffen. Bei dieser Bürstenform werden gelegentlich auch Streifen aus Textilien, verschiedene Garne oder Schaumstoff als Besatzmaterial eingesetzt. Sind die Borsten sehr weich, spricht man auch von Chenille. Einige Bauformen sind Kombinationen aus gedrehter Bürste mit auslaufenden Pinseln oder Quasten an der Spitze. Wird der Besatz an der Spitze eingebracht und anschließend mit einem Ring oder Draht nach vorne gebunden, ergibt sich ein Pinsel z. B. ein Bohrwasserpinsel oder Lötwasserpinsel.
Der Nabenputzring oder Nabenputzer ist eine gedrehte Bürste, die in Ringform gebracht wurde und lose auf einer Nabe aufliegt. Die Nabe wird durch die bei Drehung entstehende leichte aber dauerhafte Reibung mit dem Ring gereinigt. Dies kommt insbesondere bei Fahr- und Motorrädern zum Einsatz, wo mitunter die Speichen den reinigenden Zugriff zur Nabe erschweren.
Es gibt Pflanzen, deren Name von der gleichförmigen gedrehten Bürste abgeleitet ist, wie der Zylinderputzer oder die Zitronen-Flaschenbürste.

### Gezopfte Bürste
Diese Bürstenbauart besteht aus einer gelochten Blechronde. In die am Rand angeordneten Löcher werden Drahtbündel eingesteckt und dann verdrillt. Die Bauform ist immer rund. Gezopfte Bürsten sind aggressive Werkzeuge zum Einsatz bei schweren Reinigungsarbeiten und zur Bearbeitung von großen Flächen. Sie entfernen Schlacke, Farbe, Rost und Zunder. Oberflächen von Metallen werden damit für nachfolgende Beschichtungen vorbereitet.

### Streifenbürste

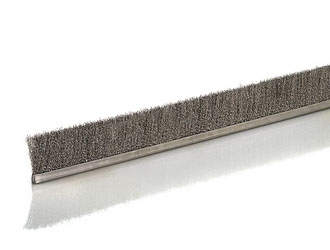
Streifenbürste mit Besatz aus gewelltem Edelstahldraht

Die Grundkonstruktion der endlos produzierten Streifenbürste ist ein U-förmig gebogener Blechstreifen aus verzinktem Stahl, Edelstahl oder Messing, in dessen Falz der Besatz durch einen Haltedraht fixiert wird. Streifenbürsten werden als Standardware mit 1 m Länge gehandelt und können aneinandergereiht oder mit dem Bolzenschneider gekürzt werden, sie können aber in fast beliebigen Längen produziert werden und in verschiedene Formen gebogen werden. Der Besatz ist im Gegensatz zu gestanzten Leistenbürsten lückenlos. Als flexible Form wird die Grundkonstruktion dieser Bürstenart auch aus Kunststoffen hergestellt. Bauformen sind gerade, frei geformt oder wendelförmig. Eine Streifenbürste wendelförmig um eine Welle gewickelt ergibt eine Walzenbürste mit sehr engem lückenlosem Besatz. Einzelne Abschnitte einer wendelförmigen Streifenbürste können zu Ringbürsten verarbeitet werden, wobei der Besatz nach innen oder außen zeigen kann. Bauartbedingt kann eine Streifenbürste sehr flach konstruiert werden, es gibt sie in standardisierten Rückenbreiten, wobei die häufigsten Formate zwischen 2,5 und 5 mm breit sind. Die Bürste kann zur Befestigung eine Blechfahne haben oder wird in eine Nut oder ein Aluminiumprofil eingeschoben. Die Streifenbürste hat fast ausnahmslos technische Funktionen zum Abdichten von Kabelkanälen, Türen und Toren, zum Reinigen, als Walzenbürste ausgeprägt für spezielle Oberflächenformen. In Ringform mit Besatz nach innen kommt sie in Einfüllstutzen von Treibstofftanks an Fahrzeugen zum Einsatz und hat die Funktion eines Ventils, das die Luft entweichen lässt und dabei verhindert, dass Treibstoff herausspritzt. Spiralförmig oder als Ringbürste an einem Stiel befestigt mit Besatz aus Phosphorbronzedraht dient sie als Kanonenbürste für die Reinigung von Geschützrohren.

### Ringlockbürste

Topfbürste

Kegelbürste

Bei dieser immer runden Bürste wird der Besatz zwischen einem Rohr und einem Ring eingepresst. Die Bauform ist immer rund, in Segmenten zusammengestellt auch als Walze. Anwendungen sind Drahtrundbürsten oder Kunstbesatzrundbürsten für starke mechanische Beanspruchung, zum Beispiel zum Entgraten, zum Bearbeiten von Voll- oder Hohlstäben, Profilen, Schweißnähten, Schnittkanten, Zahnrädern, Nuten und schmalen Flächen. Durch das Aneinanderreihen von Einzelbürsten können große Arbeitsbreiten erreicht werden. Spezielle Bauformen sind Topfbürsten zum Bearbeiten von großen Flächen, Schweißnähten und Metallplatten. Die Bürsten werden auch als Flächenbürsten bezeichnet. Kegelbürsten sind zur Bearbeitung von Ecken, Kanten oder schwer erreichbaren Stellen sowie die Flächenreinigung.

### Walzenbürste
Walzenbürsten werden vor allem als rotierende technische Bürsten eingesetzt. Diese Bürsten können entsprechend ihrem Konstruktionsprinzip sehr verschieden aufgebaut sein. Der Bauform nach dominieren gestanzte Bürsten und auf Wellen gewickelte und angeschweißte Streifenbürsten, seltener sind mehrere aneinandergereihte Scheibenbürsten. Sie werden in den meisten Fällen aus vielfältigen Materialien und Besatzmaterialien für einen speziellen Einsatzzweck konstruiert und produziert und in den verschiedensten Maschinen eingesetzt. Sie werden eingesetzt zum Waschen, Fördern, Strukturieren, Reinigen, Transportieren, Entgraten, Entstauben, Andrücken, Pudern, Kehren und vielem mehr. Im Hausgebrauch gibt es z. B. Walzenbürsten im Bürstenkopf von Staubsaugern.

## Konstruktive Eigenschaften
Technische Bürsten können zwar am Körper recht präzise gefertigt werden, die Eigenschaften des Besatzmaterials bedingen jedoch eine hohe Toleranz bei der Länge und seitlichen Abspreizung des Besatzmaterials.

### Durchmesser und Besatzlänge
Über den Bürstendurchmesser kann bei rotierenden Bürsten unter anderem die Umfangsgeschwindigkeit und damit die Leistung der Bürste gesteuert werden. Der Durchmesser der Bürste und die Länge des jeweiligen Besatzes sind bestimmende Faktoren für das Ergebnis des Bearbeitungsprozesses. Aus der Kombination von kleinerem Bürstenkörper-Durchmesser und höherer Besatzlängen resultieren weiche und flexible Bürsten, die sich für die Bearbeitung strukturierter Werkstücke oder zur leichten, schonenden Oberflächenbearbeitung eignen. Ein größerer Bürstenkörper-Durchmesser und kurze Besatzlängen des Besatzmaterials ergeben aggressivere Bürsten, die beispielsweise für Entgratungsanwendungen und die Entfernung von stärkeren Verunreinigungen eingesetzt werden können.

### Besatzdichte
Die Besatzdichte ist abhängig von der Anzahl der Drahtspitzen pro Oberflächeneinheit. Hohe Besatzdichten sind die Basis für hohe Schneidleistung und Standzeit der Bürste sowie optimale Ergebnisse (zum Beispiel bei Entgratungsarbeiten). Geringere Besatzdichten erhöhen die Flexibilität der Bürste und bilden die Voraussetzung für die Bearbeitung stark profilierter Oberflächen. Bei Rundbürsten kann bei vorgegebenem Durchmesser die Besatzdichte über das Körpermaß beeinflusst werden.

### Arbeits- und Einspannbreite
Die Arbeitsbreite beschreibt die Kontaktfläche der Bürste auf dem Werkstück. Durch die Rotationsgeschwindigkeit der Bürste während des Bearbeitungsprozesses wird die maximal angegebene Arbeitsbreite möglicherweise beeinflusst. Zum Messen der Arbeitsbreite einer Bürste wird die Besatzfläche deshalb leicht zusammengedrückt. Die Einspannbreite der Bürste wird zwischen den Deckscheiben gemessen und weicht in der Regel von der Arbeitsbreite ab.

### Positionierung zum Werkstück
Der Anpressdruck einer Bürste wird unter anderem über die Eintauchtiefe der Bürste am Werkstück definiert. Als Empfehlung gilt ungefähr der 3-fache Filamentdurchmesser, also beispielsweise 1,0 mm Eintauchtiefe bei einer Drahtstärke 0,35 mm. Nicht optimale Positionierung von Werkstück und Bürste können zu erhöhtem Verschleiß führen.

### Arbeitsdrehzahl
Die optimale Arbeitsdrehzahl zur Bearbeitung von Werkstücken wird über die Faktoren Umfangsgeschwindigkeit und Bürstendurchmesser definiert. Die optimale Drehzahl im Einsatz liegt daher oft deutlich unterhalb der Sicherheitsdrehzahl. Starker Druck auf rotierende Drahtbürsten führt zu Ermüdungsbrüchen bei den Drähten und zu vorzeitigem Verschleiß.
Als Richtwerte für sichere Umfangsgeschwindigkeiten gelten etwa 30–35 m/s bei Bürsten mit gewellten Drähten, 18–22 m/s bei Bürsten mit Schleifborsten und kunststoffgebundenen Besatzmaterialien.

## Bürsten für den Haushalt

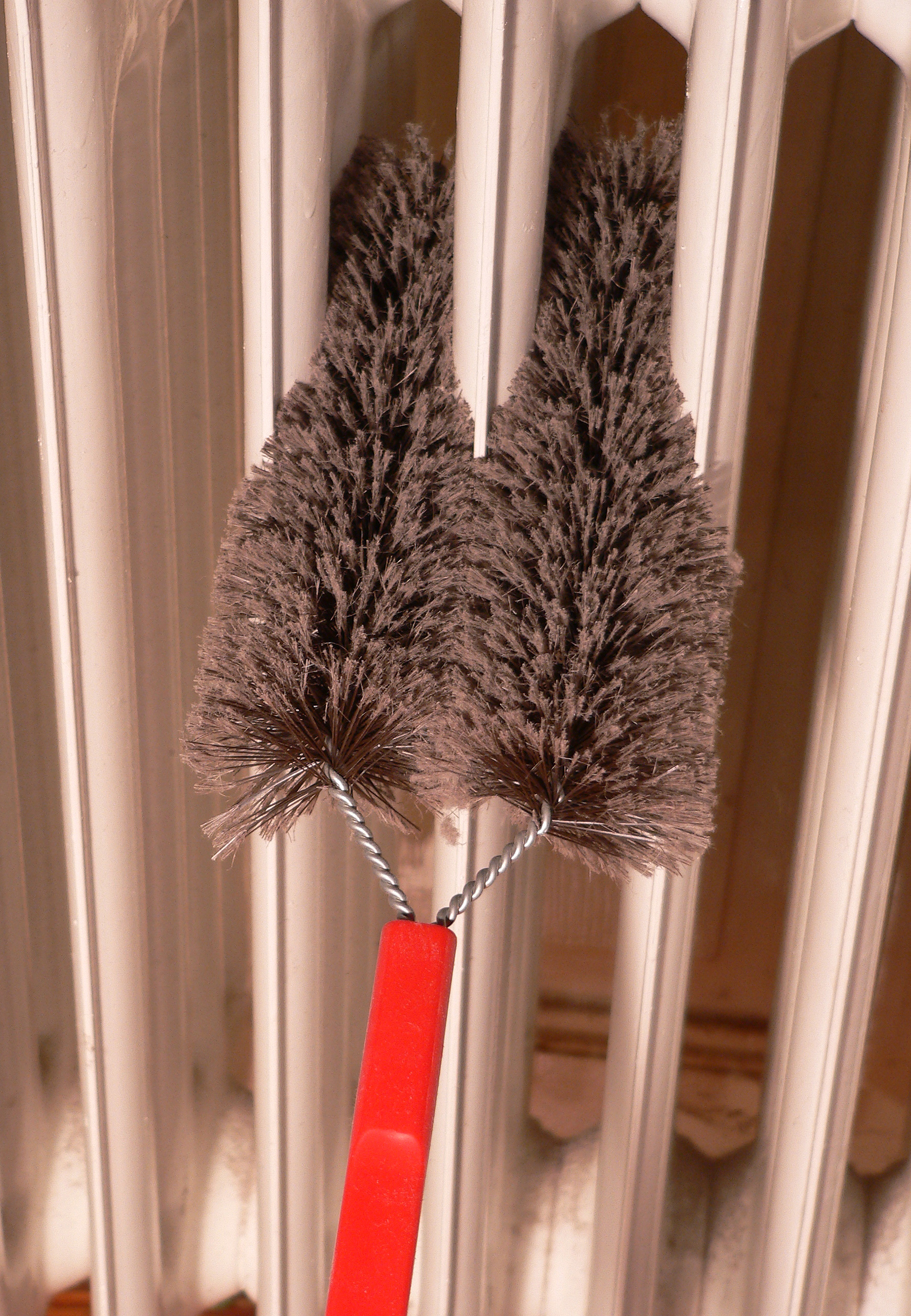
Heizkörperbürste, eine gedrehte Bürste

Im Haushalt werden Bürsten vorwiegend zur Reinigung eingesetzt. Es gibt Bürsten zum Schuhe-Putzen oder zum Säubern von Waschbecken und Toiletten (siehe hierzu den eigenständigen Artikel Toilettenbürste). Mit einer Spülbürste lassen sich hartnäckige Verkrustungen durch angebranntes oder angetrocknetes Essen vom Geschirr entfernen. Mit einer Heizkörperbürste befreit man die Lamellen eines Heizkörpers vom Staub, was die Effizienz der Heizung steigern kann. Mit einer Aufraubürste werden im Tanzsport die Ledersohlen der Tanzschuhe aufgeraut oder Wildleder. Mit einer Haarbürste werden die Haare gepflegt. Mit einer Kleiderbürste werden Textilien von Haaren und Schmutz befreit. Mit der groben Wurzelbürste kann man unter anderem erdverkrustetes Wurzelgemüse wie Karotten oder Sellerie abbürsten oder erdbehaftete Stiefel reinigen. Der Körper besteht aus Metall, Holz oder Kunststoff, die Borsten aus der Wurzel der gemeinen Quecke. Es gibt auch Wurzelbürsten ohne Handgriff. Deren Besatz ist an einem Draht befestigt, der zu einer engen Schlaufe gebunden ist. Diese Art von Wurzelbürsten ist größer, sodass man sie gut in der Hand halten kann.

## Bürsten für Industrie und Handwerk

Rundbürste mit Besatz aus gewelltem Edelstahldraht für die Schnittkantenentgratung

Die Verarbeitungsindustrie setzt heute die Technische Bürste mit großer Variantenvielfalt ein. Im Gegensatz zu den handgeführten Bürsten bestehen technische Bürsten aus einem Grundkörper (aus Holz, Metall oder Kunststoff), der den Bürstenbesatz (Naturfasern, synthetische Fasern, synthetische Fasern mit Schleifmittelbeladung, glatte oder gewellte Metalldrähte) festhält und stabilisiert. Form und Ausprägung des Grundkörpers und auch die Dimensionierung des Besatzes orientieren sich an dem jeweiligen Einsatz der Bürste und der Antriebsmaschine.
Wichtigste industrielle Anwendungen sind heute:
- Entgraten von mechanisch bearbeiteten Bauteilen
- Behandlung von Oberflächen (Entrosten, Entlacken, Polieren und Veränderung der Oberflächenstruktur)
- Reinigen
- Abdichten (von Kanten, Türen und Rohrdurchlässen)
- Transportieren (von empfindlichen Gegenständen)
- Ableitung von statischen Ladungen
- Abisolieren von Kabeln und Abmanteln beschichteter Rohre
- Bearbeiten von Schweißnähten usw.

## Weitere Formen
- Ablaichbürste
- Striegel (Tierpflege)
- Weißbürste